# 蒂尔帕特
蒂尔帕特（Tilpat），是印度哈里亚纳邦Faridabad县的一个城镇。总人口6377（2001年）。

## 人口
该地2001年总人口6377人，其中男性3501人，女性2876人；0—6岁人口1117人，其中男580人，女537人；识字率65.45%，其中男性为75.29%，女性为53.48%。